# America des Cayes
America des Cayes é um clube de futebol da cidade de Les Cayes no Haiti. Disputa atualmente a primeira divisão nacional.